# Grand Tanargue
Le Grand Tanargue est le point culminant du massif du Tanargue à 1 511 mètres d'altitude, sur la commune française de Borne, en Ardèche. Il s'élève au-dessus d'un plateau sommital d'une altitude moyenne de 1 450 mètres. Il est aussi le point le plus haut du domaine skiable de la station de La Croix de Bauzon, où un téléski permet d'accéder au sommet, offrant une vue panoramique à 360 degrés.

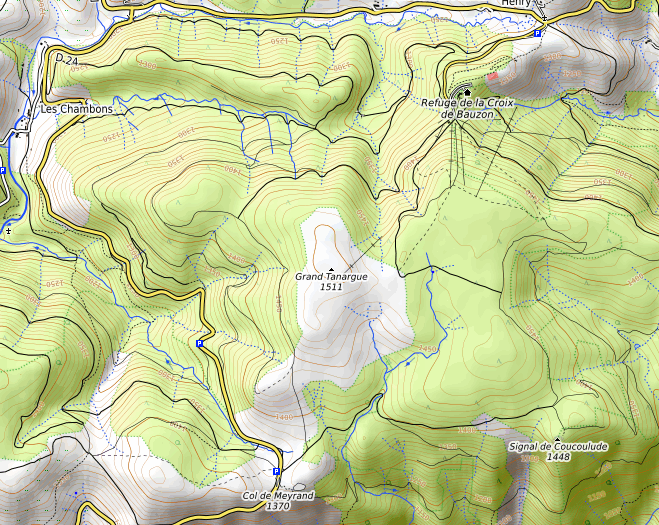
Carte topographique.